# Wojciech Dębski
Wojciech Dębski (ur. 1962) – polski działacz samorządowy.

## Życiorys
Absolwent LO im. P. Skargi w Pułtusku. Ukończył studia na Wydziale Mechaniczno Technologicznym Politechniki Warszawskiej (specjalność sprzęt mechaniczny) na którym studiował w latach 1983–1990 oraz studia podyplomowe w zakresie samorządu terytorialnego i rozwoju lokalnego na Uniwersytecie Warszawskim. W latach 2001–2002 był wiceburmistrzem, zaś w latach 2002–2014 burmistrzem Pułtuska. Od 2017 jest Prezesem Zarządu Tower Inwestycje sp. z o.o..